# Robert Bohnert
Robert Bohnert (* 1946) ist ein Luxemburger Lehrer und Politiker (CSV).

## Leben
Bohnert studierte von 1966 bis 1969 deutsch- und französischsprachige Literatur an den Universitäten Strasbourg, Sorbonne (Paris) und Bonn wurde zum Dr. phil. promoviert.
Bohnert war von 1993 bis 2014 Direktor des Dikricher Kolléisch. Er war zudem Mitglied der städtischen Schulkommission und Präsident der Diekircher Musik, sowie Präsident verschiedener nationaler und regionaler Kulturverbände, u. a. dem Centre de création chorégraphique du Luxembourg TROIS C-L, der Association des membres des directions de l'enseignement postprimaire public luxembourgeois und der Philharmonie municipale de Diekirch. Er veröffentlichte pädagogische Schriften und Schriften mit Bezug zu Diekirch.
Bohnert ist Mitglied des Sektionsausschusses der CSV Dikrich. Von 1976 bis 2011 war er Gemeinderat der Stadt  Diekirch und 1984, 1988 bis 1993 Schäffen. 2017 wurde er in den Conseil Communal gewählt.
Bohnert ist verheiratet und hat vier Kinder, Laurent Bohnert, Pierre Bohnert, der verstorbene Jean Bohnert und der jüngste Sohn, Maximilien Bohnert.

## Schriften
- "L'Oeil écoute" Erfahrungen aus dem fünfjährigen Projekt des "LYCEE CLASSIQUE DIEKIRCH" und Erläuterungen zur geplanten Einführung einer darauf basierenden Multimedia-Sektion in der oberen Division des klassischen Sekundarunterrichts.
- E Steck Dikkricher Kolleisch. [Texter: Robert Bohnert, ... et al]
- L'atelier prépresse 1995–99.
- L'Illustre surveillant.
- La Culture d'Amour en Occident Le bonheur de l'amour.
- Les pédagogos Szenen aus dem Rotstiftmilieu.
- 25[e] anniversaire 1960–1985.
- 40es Journées européennes, Diekirch, 22–24 avril 2005.
- Altarkonsekratioun 9. Juni 1985.
- Disziplin, doheem an an der Schoul eng Causerie.
- Défi.
- Ecoles et musées: Une pédagogie pour le patrimoine.
- FACE Cantabria 2004.
- FACE Vienne 2003.
- Journées des 5 nations – 5 Schulentreffen Diekirch 1994.
- Likenesses and Differences Czeld 44 – Sternberk – Keighley – Diekirch – Nakskov.
- Premières 2013–2014 eisen Oofschloss am Dikkricher Kolléisch.
- Projet L'école adopte un monument: extension & dissémination actes du colloque L'école adopte un monument, Bourglinster, les 21, 22 et 23 octobre 1999.
- Recueil d'exercices Mathématiques: Passage 6e année primaire – VIIe d'orientation.
- Vademecum de l'élève du Lycée classique de Diekirch.
- Vers un autre regard : Luxembourg-Bénin.

- Mit Hubert Bauler: Le Lycée classique de Diekirch entre ses anniversaires et ses chantiers. OCLC 1074992016